# Бабиця
Ба́биця (болг. Бабица) — село в Перницькій області Болгарії. Входить до складу общини Брезник.

## Населення
За даними перепису населення 2011 року у селі проживали 26 осіб, з них 24 особи (96,0%) — болгари.
Розподіл населення за віком у 2011 році:
Динаміка населення: